# Rue de l'Abbaye (Paris)
Pour les articles homonymes, voir Rue de l'Abbaye.
La rue de l’Abbaye est une voie située dans le quartier Saint-Germain-des-Prés du 6e arrondissement de Paris (France).

## Situation et accès
Longue de 180 mètres, elle commence au 18, rue de l'Échaudé et se termine au 37, rue Bonaparte et 1, place Saint-Germain-des-Prés. 
Elle rencontre le passage de la Petite-Boucherie (g), la rue Cardinale (d), la rue de Furstemberg ((d) et la place Juliette-Gréco (g).
Le quartier est desservi par la ligne 4 à la station Saint-Germain-des-Prés.

## Origine du nom
Cette rue doit son nom à l'abbaye de Saint-Germain-des-Prés, située en face des derniers numéros.

## Historique
Après que l'abbaye de Saint-Germain-des-Prés est devenue bien national, les administrateurs tracent en 1793 deux nouvelles rues : l'une reliant la place Saint-Germain-des-Prés à la rue des Petits-Augustins (actuelle rue Bonaparte) et l'autre entre la rue de l'Échaudé et la rue Saint-Benoît. La première est réalisée en totalité, mais la seconde partie du plan n'est exécutée que partiellement. La partie à l'ouest de la rue Bonaparte, à l'emplacement des celliers de l'abbaye, n'est pas réalisée immédiatement.
Le percement de la rue de l’Abbaye à partir de l'an VIII (1799-1800), sur les terrains de l'abbaye de Saint-Germain-des-Prés, entraîne la destruction d'une grande partie des bâtiments abbatiaux, dont le grand cloître, la salle du chapitre et la chapelle de la Vierge.
Elle prend en 1802 le nom de « rue de la Paix », puis en 1809 celui de « rue Neuve-de-l'Abbaye », avant d'être simplifié en « rue de l'Abbaye » en 1815.
Ce n'est qu'en 1866, au moment du prolongement de la rue de Rennes, que l'ouverture de la section jusqu'à la rue Saint-Benoît est déclarée d'utilité publique. Les nos 15 et 17 de la rue sont également détruits afin d'agrandir la place Saint-Germain-des-Prés (actuel square Laurent-Prache). En 1951, la partie à l'ouest de la rue Bonaparte a été renommée « rue Guillaume-Apollinaire ».

## Bâtiments remarquables et lieux de mémoire

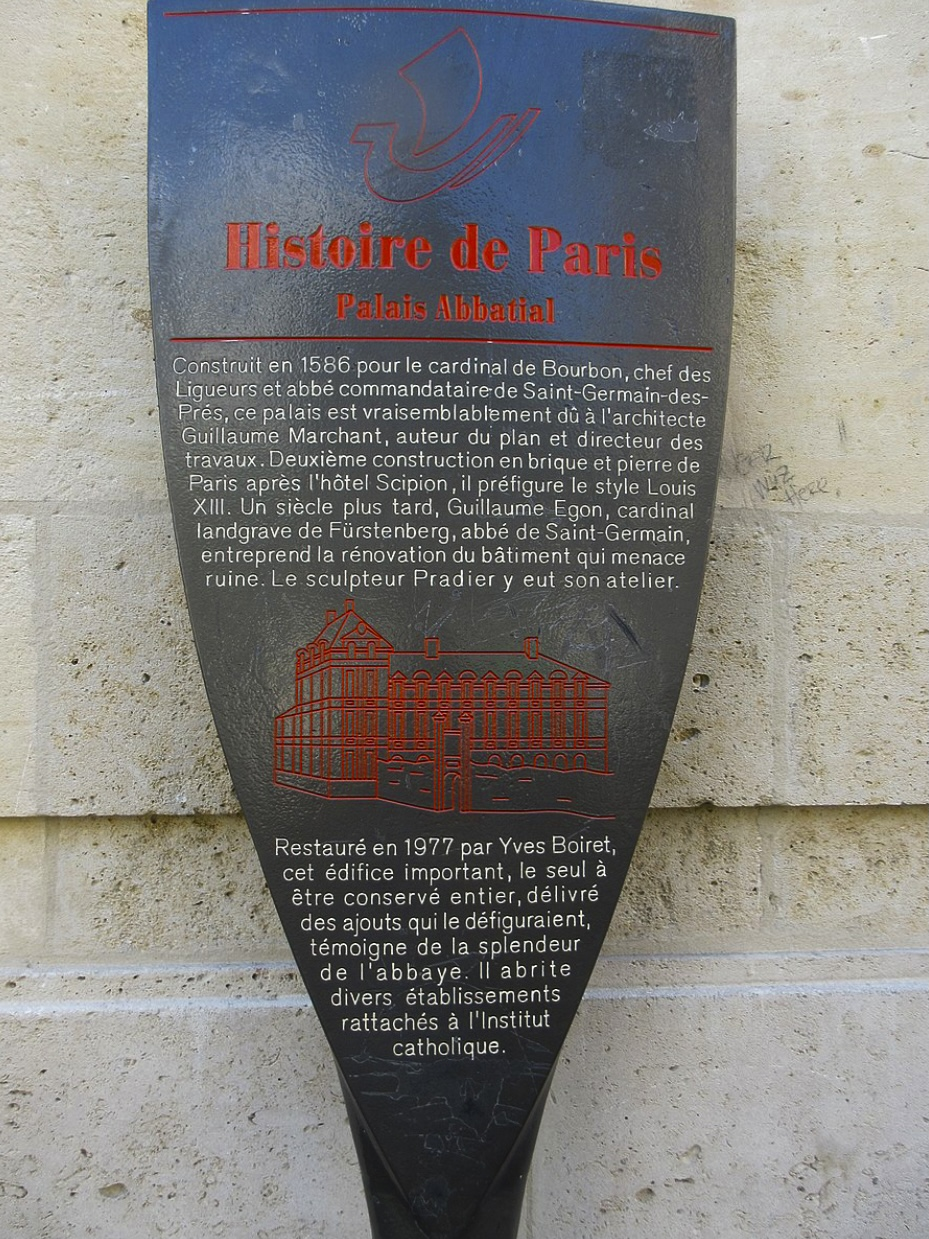
Panneau Histoire de Paris devant le n°3.

- La rue longe l'église Saint-Germain-des-Prés par le nord.
- No 3 : originellement palais abbatial de Saint-Germain-des-Prés, dit hôtel de Furstemberg, il est édifié en 1586 pour le cardinal de Bourbon, abbé commendataire de Saint-Germain-des-Prés qui a pris la tête des Ligueurs. Guillaume Marchant aurait été son architecte, préfigurant ici le style Louis XIII, comme l'hôtel Scipion. Le siècle suivant, le cardinal Guillaume-Egon de Fürstenberg le fait rénover. C'est en 1835 le domicile de l'artiste peintre Louis-Alexandre Péron (1776-1855), professeur à l'École des beaux-arts de Paris, ainsi que celui du peintre Pétrus Perlet (1804-1843) la même année[5]. C'est également l'atelier du sculpteur James Pradier. Le Collège philosophique s'y réunit plusieurs fois. En 1977, l'architecte Yves Boiret fait rénover le bâtiment[6]. C'est aujourd'hui l'adresse d'une faculté d'éducation de l'Institut catholique de Paris.
- No 4 : demeure de l'architecte Victor Baltard au XIXe siècle[7].
- No 6 (angle rue de Furstemberg) : immeuble de rapport construit par l’architecte Charles Labro en 1901[8],[9].
- No 16 : emplacement de l'ancienne Librairie Brissot-Thivars et Cie en 1826. De fin 1927 aux années 1960, l'immeuble abrite la Galerie Zak, importante dans la mise en avant d'artistes contemporains majeurs à Paris. De 2012 à 2015, cette adresse accueillit la librairie et espace culturel La Hune. Depuis lors, elle est occupée par une succursale de la maison d'édition YellowKorner.
- No 17 : emplacement initial de l'École libre des sciences politiques (Institut d'études politiques de Paris) en 1872[10], dans l'hôtel de la Société d'encouragement[11].

## Galerie

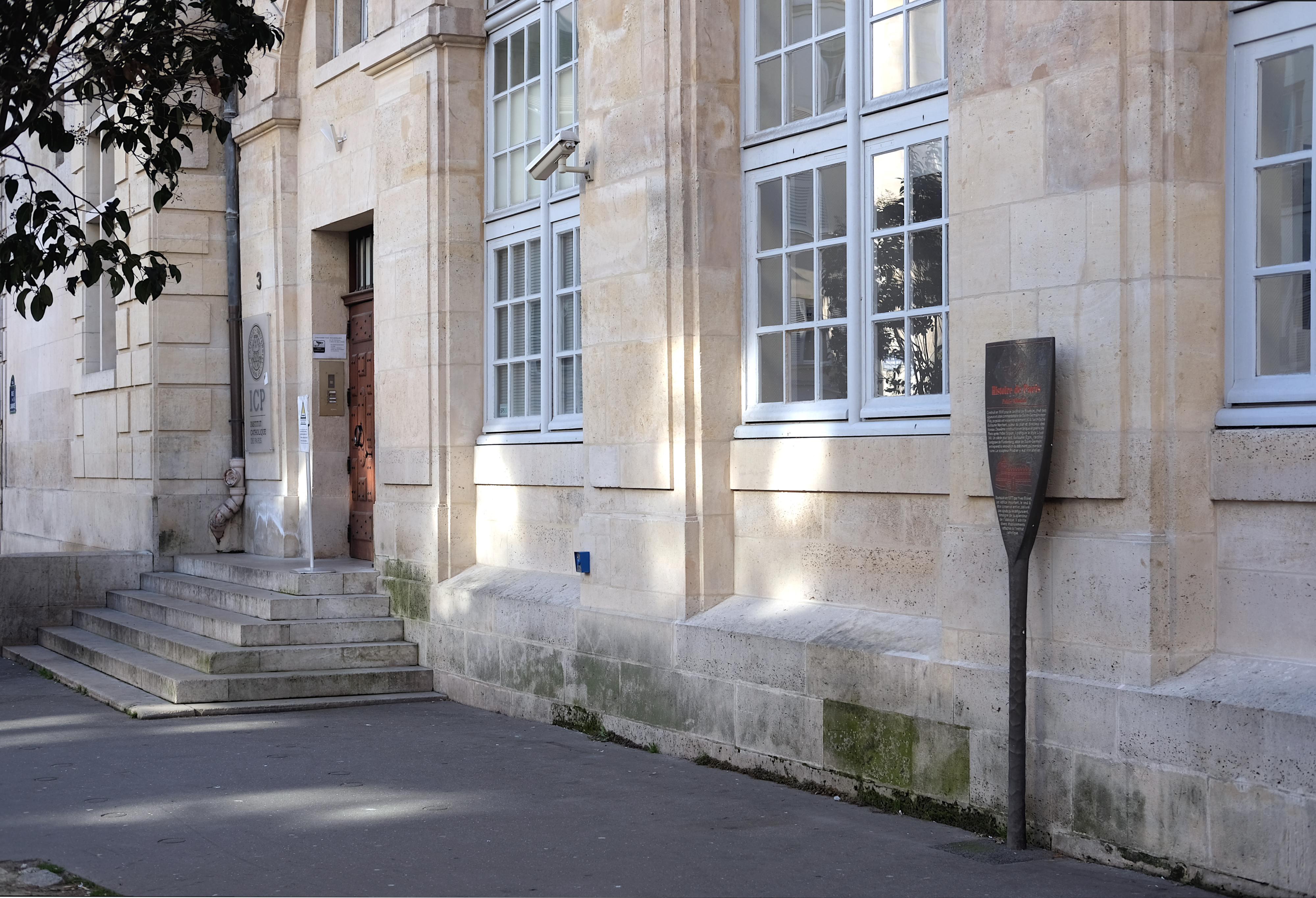
Vue du no 3, le palais abbatial de Saint-Germain-des-Prés, dit hôtel de Furstemberg.
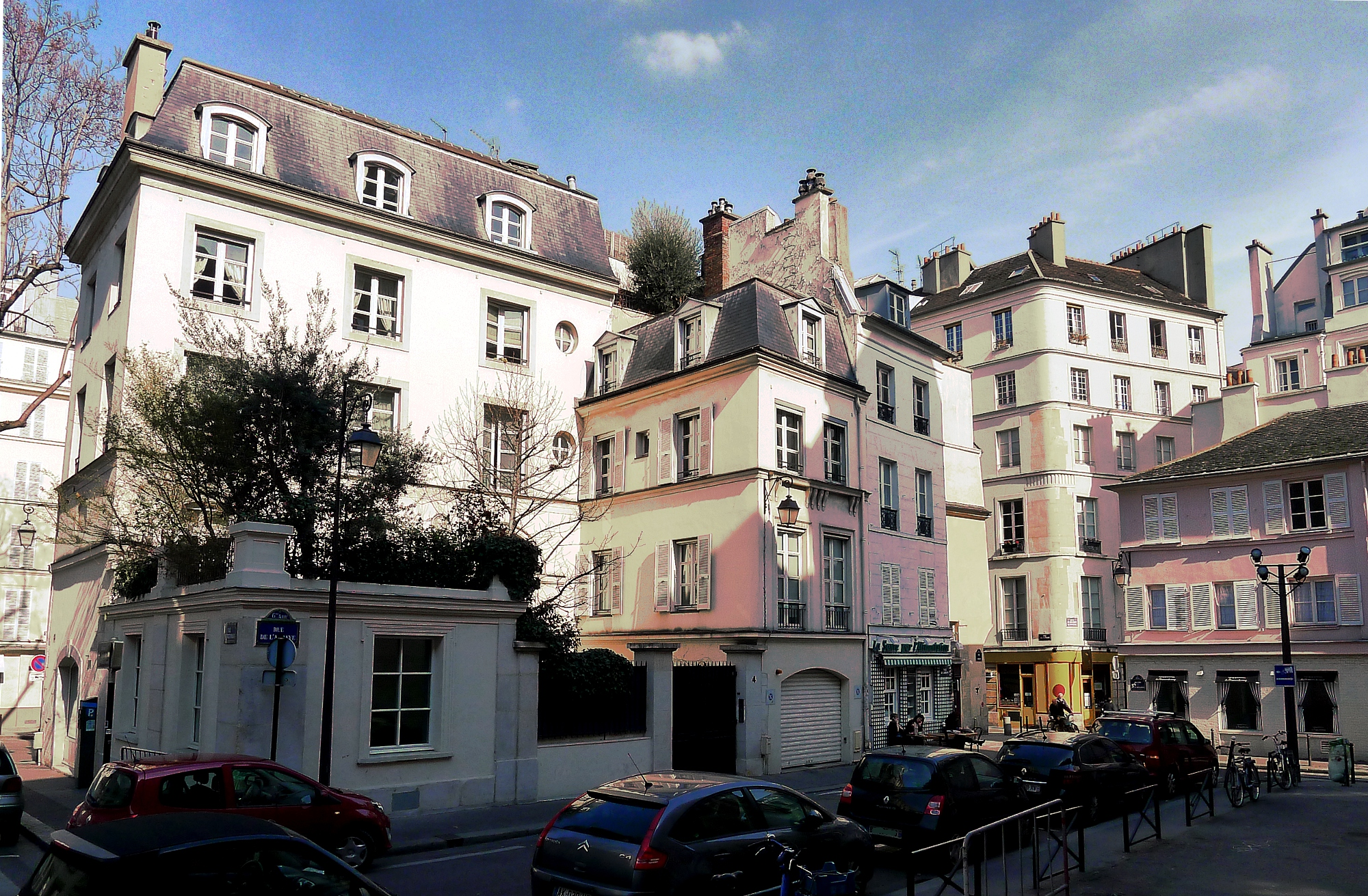
Vue du no 4, situé sur le coin à gauche, demeure de l'architecte Victor Baltard au XIXe siècle.
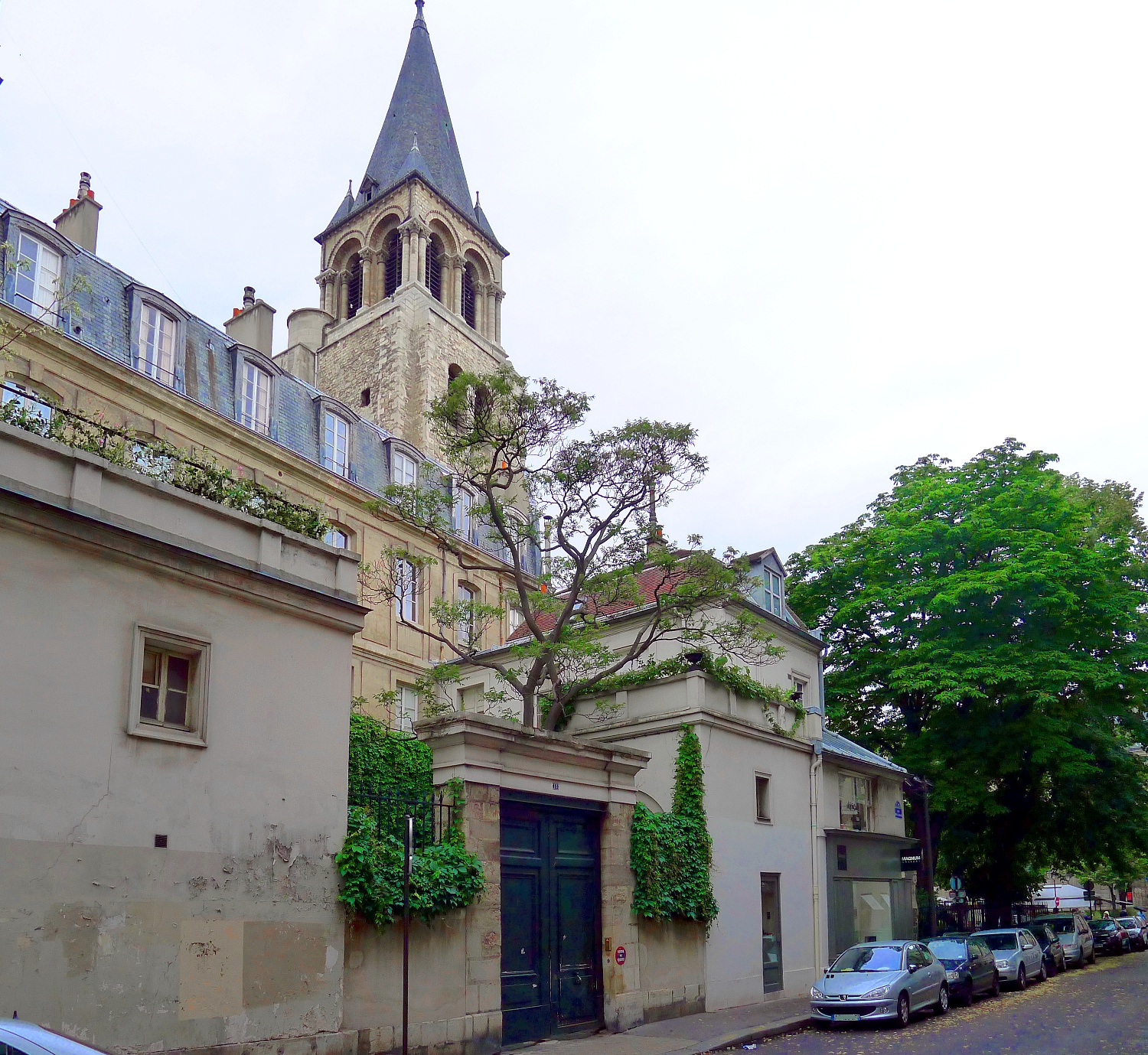
Le clocher de l'église Saint-Germain-des-Prés depuis la rue de l'Abbaye.
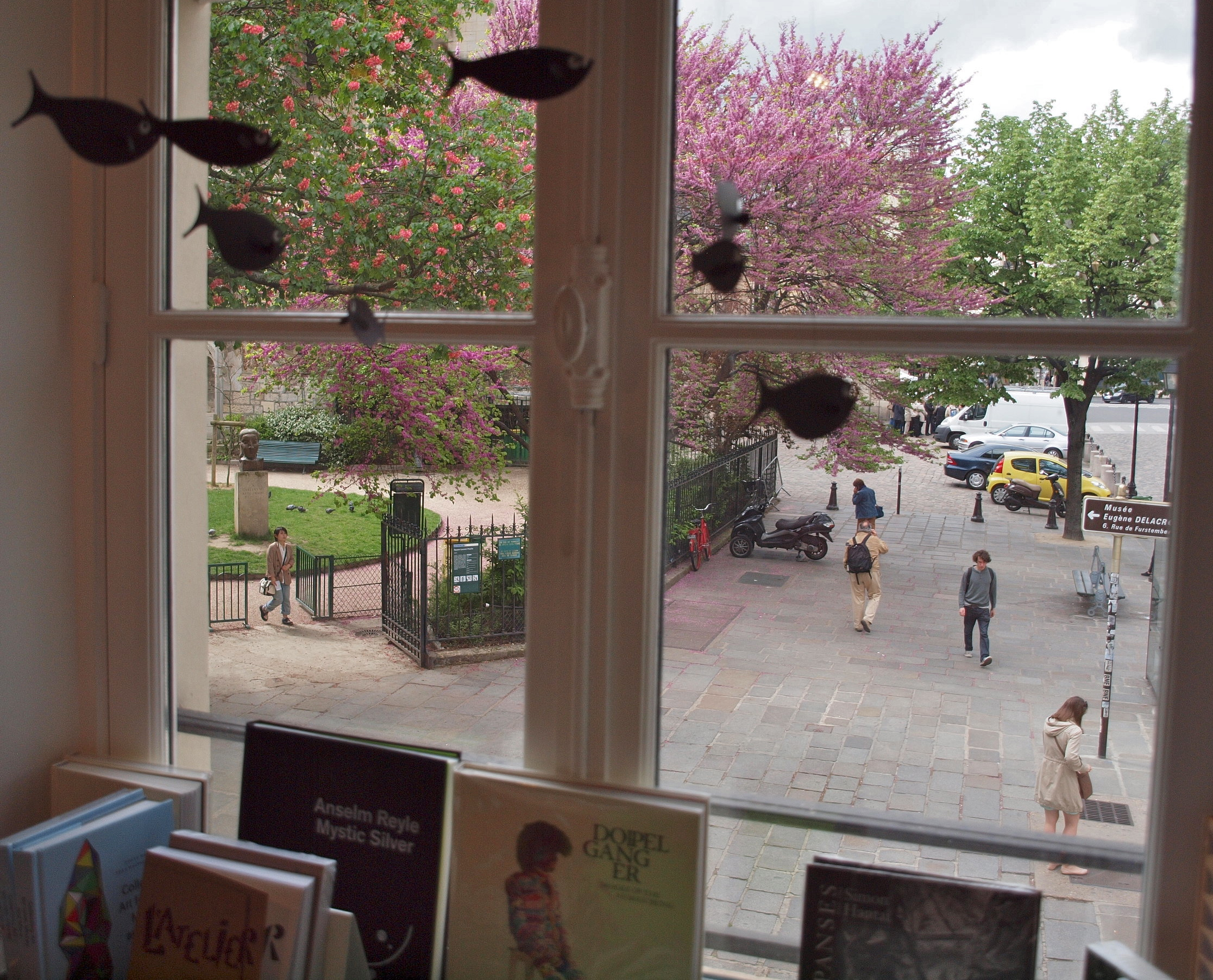
Vue de la place Saint-Germain-des-Prés et du square Laurent-Prache depuis une fenêtre de l'ancienne librairie La Hune, aujourd'hui YellowKorner, située au no 16, rue de l'Abbaye.